# Oncicola macrurae
Oncicola macrurae är en hakmaskart som beskrevs av Meyer 1931. Oncicola macrurae ingår i släktet Oncicola och familjen Oligacanthorhynchidae. Inga underarter finns listade i Catalogue of Life.